# Mount Hayter
Mount Hayter ist ein 2690 m hoher Berg in der antarktischen Ross Dependency. Er ragt etwa 2 km südöstlich des Laird-Plateaus auf der Westseite des Olson-Firnfelds auf. 
Entdeckt wurde er von Teilnehmern einer von 1964 bis 1965 durchgeführten Kampagne im Rahmen der New Zealand Geological Survey Antarctic Expedition, die ihn nach Adrian Hayter (1914–1990) benannten, dem Leiter der Scott Base im Jahr 1965.